# Denise Hrdinková
Denise Hrdinková (* 29. September 2003) ist eine tschechische Tennisspielerin.

## Karriere
Hrdinková spielt vor allem Turniere der ITF Women’s World Tennis Tour, wo sie bislang einen Titel im Doppel gewinnen konnte.

## Turniersiege

### Doppel
| Nr. | Datum           | Turnier         | Kategorie | Belag | Partnerin       | Finalgegnerinnen                 | Ergebnis  |
| --- | --------------- | --------------- | --------- | ----- | --------------- | -------------------------------- | --------- |
| 1.  | 6. Oktober 2023 | Bad Waltersdorf | ITF W15   | Sand  | Laura Svatíková | Tamara Čurović Nikola Daubnerová | 7:65, 6:2 |